# Nestore
Nestore ist ein männlicher Vorname.

## Herkunft und Bedeutung
Der Name ist die italienische Form von Nestor.

## Namensträger
- Nestore Cavaricci (1924–1991), US-amerikanisch-italienischer Schauspieler
- Nestore Pelicelli (1871–1937), italienischer katholischer Priester, Landeshistoriker und Fotograf